# Thomas Hobbes
Thomas Hobbes (ur. 5 kwietnia 1588 w Westport (Wiltshire), ob. Malmesbury, zm. 4 grudnia 1679 w Hardwick Hall) – angielski filozof, myśliciel społeczny, twórca kontraktualizmu, autor dzieła Lewiatan (1651), traktatu z zakresu filozofii społecznej i filozofii politycznej, w którym dowodzi, że człowiek wyszedł z hipotetycznego stanu natury, czyli stanu wojny każdego z każdym (łac. bellum omnium contra omnes) szukając gwarancji swojego bezpieczeństwa. Według Hobbesa człowiek decyduje się na utworzenie państwa na skutek w pełni racjonalnej i jednocześnie egoistycznej kalkulacji. Wszyscy tworzący państwo oddają większość władzy i jednocześnie zrzekają się prawa do używania przemocy na rzecz suwerena, w ramach powszechnej umowy społecznej. Czynią tak w zamian za identyczną obietnicę ze strony innych ludzi tworzących społeczeństwo i celem uzyskania przez wszystkich bezpieczeństwa.
Jego wszystkie dzieła (opera omnia) umieszczone zostały w index librorum prohibitorum dekretami z lat 1649, 1701, 1703.

## Życie
Thomas Hobbes urodził się w Wielki Piątek 1588 roku w malutkiej wsi Westport, dziś należącej do miasta Malmesbury w hrabstwie Wiltshire. Jego ojciec, również Thomas, podjął się studiów na Uniwersytecie Oksfordzkim (matrykulował 29 kwietnia 1587 roku z Brasenose College), których jednak nie ukończył. Pomimo przerwanej edukacji, starszy Hobbes oddał się duchowieństwu i sprawował stanowisko wikarego parafii w Westport i Charlton. W październiku 1603 roku, ojciec został oskarżony przez sąd kościelny o znieważenie Richarda Jeane'a, wikarego pobliskiej parafii Foxley. W ramach zadośćuczynienia, wikary Hobbes miał odprawić publiczny akt pokuty, jednak nie stawił się on na wezwanie sądu. Zignorowanie trybunału skutkowało nałożeniem na niego grzywny, której jednak nie zapłacił co wiązało się z ryzykiem ekskomunikacji przez Kościół Anglikański. W lutym 1604 roku, ojciec Hobbesa natknął się na owego Jeane'a w zagrodzie kościoła w Malmesbury, wyzywając go i uderzając w głowę. Po tym akcie przemocy, który wiązał ze sobą o wiele poważniejsza karę niż ekskomunikacja, wikary Hobbes zmuszony był do ucieczki z Malmesbury. Udał się do Londynu, gdzie umarł w zapomnieniu zostawiając młodego Hobbesa i jego rodzeństwo razem z matką, o której niewiele jest wiadomo (poza faktem, że przedwcześnie urodziła Thomasa).
Młodym Hobbesem zajął się jego bezdzietny wuj, Francis Hobbes, zamożny rękawicznik, który postanowił sfinansować mu edukację. Mając 4 lata Hobbes poszedł do szkoły kościelnej w Westport, a w wieku 8 lat przeniósł się do szkoły prywatnej w Malmesbury, gdzie pilnie uczył się greki. Pieczę nad nauką młodego Thomasa sprawował Robert Latimer, niedoszły absolwent Uniwersytetu Oksfordzkiego. To jemu Hobbes dedykował swoją pierwszą pracę, mianowicie tłumaczenie starożytnej greckiej tragedii Medei Eurypidesa na początku 1603 roku.
W wieku 14 lat wstąpił do nieistniejącego już Magdalen Hall na Uniwersytecie Oksfordzkim, gdzie zdobył uznanie dyrektora szkoły Sir Jamesa Husseya. Sam Hobbes jednakże wyszedł ze studiów z niechęcią do uniwersytetów i przedmiotów, które były tam w owym czasie wykładane (awersja, która miała ogromny wpływ na jego późniejszą myśl). Tytuł magisterski uzyskał po czterech latach studiów i w 1608 postanowił na skutek rekomendacji dyrektora Magdalen Hall rozpocząć pracę u Williama Cavendisha, jako prywatny nauczyciel jego syna Williama, a także później również jego młodszego syna Williama (imię William było przekazywane przez wiele pokoleń w rodzie Cavendishów). W 1608 gdy młody William Cavendish (syn Sir Charlesa Cavendisha) przebywał na Uniwersytecie Cambridge, Hobbes otrzymał tytuł magisterski z tejże uczelni dzięki tzw. inkorporacji (ang. incorporation).
Początki drugiej dekady XVII wieku Hobbes spędził między rezydencjami rodu Cavendishów w Derbyshire a Londynem. W 1614 i 1615 roku podróżował wraz ze swym uczniem po Francji i Włoszech, gdzie odwiedził Rzym, Neapol i Wenecję. W listopadzie 1615 Hobbes wrócił wraz z podopiecznym do Anglii kontynuując swoją rolę jako nauczyciel i sekretarz u rodziny Cavendishów.
W latach dwudziestych XVII wieku był tymczasowym sekretarzem Francisa Bacona, pozostając przy tym w służbie rodziny Cavendish. Między 1622 a 1624 rokiem był udziałowcem londyńskiego odłamu Kompanii Wirgińskiej dzięki darowiźnie jednego udziału w spółce udzielonej przez jego patrona. Późnym latem 1627 roku odbył wraz ze swoim patronem i paroma kompanami wycieczkę przez Peak District, która zaowocowała jego pierwszym utworem literackim noszącym tytuł De mirabilibus pecci. Pod koniec dekady został zwolniony z pracy ze względu na śmierć swojego podopiecznego oraz patrona, Williama (zm. 1628). Niedługo po tym, Hobbes ukończył przełożenie Wojny peloponeskiej autorstwa Tukidydesa bezpośrednio ze starożytnej Greki na język angielski, która ukazała się na początku 1629 roku. W tymże też roku został wynajęty przez Sir Gervase’a Cliftona jako kompan dla jego syna, również o tym imieniu, w jego europejskiej podróży. Hobbes i młody Gervase odwiedzili Francję i Szwajcarię. Mieli na celu udać się również do Włoch, jednakże plan ten został pokrzyżowany przez niebezpieczeństwo wojenne związane z toczącą się wówczas wojną. Mężczyźni wrócili do Anglii na jesieni 1630 roku. Parę miesięcy później, Hobbes powrócił do służby u rodziny Cavendishów, tym razem jako nauczyciel Williama Cavendisha, syna jego zmarłego pupila. Jego obecność na dworze Cavendishów odnotowana była już w lutym 1631 roku.
Powrót Hobbesa do hrabstwa Derbyshire po kontakcie z kółkiem europejskich polimatów obracających się wokół francuskiego zakonnika Marina Mersenne’a podczas jego kontynentalnej wycieczki wzmogła jego zainteresowania naukowe. W latach trzydziestych zaangażowany był w grono badawcze zwane Kółkiem Welbeck po opactwie Welbeck, której właścicielem był Sir Charles Cavendish. Hobbes rozpoczął w tym momencie również regularną korespondencję z intelektualistami poznanymi w Paryżu. Późnym latem 1634 roku, Hobbes wyruszył wraz ze Williamem Cavendishem (trzecim hrabią Devonshire) na jego trzecią kontynentalną podróż, która jeszcze bardziej nasiliła jego kontakty z paryskim kółkiem naukowym jak i jego pasje badawcze. Podróżni spędzili rok w Paryżu skąd udali się na jesieni 1635 roku do Genewy przez Lyon. W grudniu 1635 dotarli do Rzymu, gdzie w drugi dzień świąt Bożego Narodzenia gościli na kolacji w refektarzu angielskiego Kolegium Jezuitów. Po Nowym Roku, Hobbes i jego uczeń pojechali do Florencji, gdzie (prawdopodobnie w kwietniu) spotkał się z jednym ze swoich idoli, Galileuszem, który wtedy znajdował się pod aresztem domowym. W maju podróżnicy znaleźli się w Turynie już na szlaku powrotnym do Paryża wiodącym przez Genewę i Lyon. Do Anglii powrócili na początku października.
Lata czterdzieste przyniosły gwałtowne zmiany w życiu Hobbesa. Wzmagający się konflikt pomiędzy królem Karolem I a jego Parlamentem skutkował wzmożoną działalnością publicystyczną w obu obozach. Hobbes został wystawiony przez jego już dorosłego patrona jako kandydat do tzw. Krótkiego Parlamentu, który zgromadził się w kwietniu 1640 roku, jednakże nie odniósł sukcesu w wyborach. Zamiast tego, napisał swoje pierwsze dzieło z gatunku filozofii politycznej, krótki traktat noszący tytuł Elementy prawa naturalnego i politycznego, które ukazało się w maju tego roku. Traktat trafił w obieg niektórych znajomych Hobbesa, niemniej jednak o jego istnieniu wiedział szerszy kręg ludzi. W owym dziele, Hobbes wypowiedział się mocno za prerogatywą królewską co wzbudziło do niego niechęć fakcji parlamentarnej a u samego Hobbesa obawę o potencjalne reperkusje polityczne i prześladowanie. Myśli o ucieczce z kraju mogły narodzić się w głowie Hobbesa już latem tego roku, albowiem we wrześniu Hobbes polecił zarządcy dworu Chatsworth o wypłatę stu funtów, które powierzył mu w celach inwestycyjnych. W październiku był już w Londynie, gdzie odwiedził sklep na Fleet Street, którego właściciel zachorował na dżumę tymże zmuszając Hobbesa do odbycia czterdziestodniowej kwarantanny, która z pewnością opóźniła jego planowany wyjazd. Hobbes opuścił Anglię prawdopodobnie w listopadzie 1640 roku i udał się do Paryża, gdzie spędził kolejne 11 lat swego życia z drugim z synów Cavendishów. W trakcie odbytych podróży nauczył się biegle francuskiego i podstaw włoskiego, a także zafascynował się mechaniką, geometrią i optyką, co nie pozostało bez wpływu na jego poglądy, zwłaszcza charakterystyczny dla jego myśli materializm i fascynację metodą naukową.
Pierwsze lata swojego paryskiego wygnania Hobbes poświęcił matematyce, optyce, i geometrii, w tym również debatom z Kartezjuszem. Narastający konflikt na jego ojczyźnie jak i dyskusje korespondencyjne o nim z jego patronem zmusiły Hobbesa do ponownego udzielenia się na temat polityki. Owocem tego wysiłku był traktat polityczny noszący skrócony tytuł De Cive, wydany po raz pierwszy w języku łacińskim w Paryżu w 1642 roku (drugie wydanie ukazało się pięć lat później, tym razem opublikowane przez Elzewira w Amsterdamie). Praca ta miała być trzecią częścią tryptyku filozoficznego o nazwie Elementorum Philosophiae zawierającego uniwersalny system nauki o ciałach naturalnych i sztucznych, jednakże wzmagające się ryzyko wojny domowej w Anglii spowodowało ukazanie się w pierwszej kolejności ostatniego tomu. Po ukończeniu pierwszej edycji De Cive Hobbes powrócił do jego wyżej wymienionych zainteresowań. Na przełomie lata i jesieni 1646 roku został zatrudniony przez angielski dwór królewski na uchodźstwie jako nauczyciel matematyki przyszłego króla Karola II (jego osobista znajomość z następcą tronu pomogła Hobbesowi po przywróceniu monarchii w 1660 roku). W sierpniu 1647 staje się ciężko chory (prawdopodobnie na tyfus). Znajomi obawiają się, że choroba pokona Hobbesa, jednak wraca on do zdrowia późnym wrześniem (w swojej prozowej autobiografii Hobbes zarzeka się, iż choroba trwała sześć miesięcy). Zaangażowanie w edukację przyszłego króla jak i straszna choroba przerwały pracę Hobbesa nad pierwszą częścią jego Elementów Filozofii o tytule De Corpore (traktat ten ukaże się dopiero w 1655 roku po powrocie Hobbesa do rządzonej przez Parlament Republiki Angielskiej). Dalsze prace nad traktatem o ciele opóźniło wstrząsające ścięcie króla Karola I 30 stycznia, 1649 roku. Prawdopodobnie to właśnie to wydarzenie zmotywowało Hobbesa do napisania jeszcze jednego traktatu politycznego, tym razem w jego ojczystym języku i skierowanego bezpośrednio do jego rodaków. Dziełem tym był Lewiatan, opublikowany późną wiosną 1651 roku w Londynie (znajomy Hobbesa Robert Payne poinformował Gilberta Sheldona w liście napisanym 6/16 maja o ukazaniu się książki w księgarniach oksfordzkich). Podczas swojej pracy nad Lewiatanem Hobbes napisał również odpowiedź do wstępu zaadresowanego do niego przez jego przyjaciela, Williama Davenanta, w jego dziele literackim Gondibert, które ukazało się w 1650 roku. Odzew Hobbesa budzi ciekawość osób zainteresowanych jego myślą, ponieważ zawiera wiele podobnych zagadnień i pokrewnych idei do tych zawartych w książce, nad którą wówczas pracował.
W sierpniu 1651 roku Hobbes jest ponownie ciężko chory i znajduje się pod opieką znanego francuskiego lekarza Guya Patina. W listach Patin wspomina, że znalazł "tego biednego człowieka w złym wręcz stanie z ociężałym brzuchem, rozwolnieniem, atakami wymiotów i z takimi silnymi bólami, że chciał się zabić." Jednak Hobbes ponownie uniknął śmierci z powodu choroby, dziękując lekarzowi za jego troskę i wyznając chęć wysłania mu jakiegoś pięknego podarunku po swoim powrocie na ojczyznę. Do Anglii Hobbes powrócił na przełomie roku, prawdopodobnie w grudniu 1651 roku (Edward Hyde, pierwszy hrabia Clarendon i również absolwent oksfordzkiego Magdalen Hall dotarł do Paryża 15/25 grudnia tego roku i został poinformowany o tym, że Hobbes opuścił miasto przed paroma dniami). Jego obecność w Londynie była odnotowana już w lutym 1652 roku kiedy to został odwiedzony przez holenderskiego dyplomatę Lodewijcka Huygensa, który w swoim dzienniku odnotował "dziwne poglądy" Hobbesa zawarte w Lewiatanie jako powód jego ucieczki z Francji. Resztę lat pięćdziesiątych Hobbes spędza w angielskiej stolicy, gdzie gości u wielu znanych osób i angażuje się w życie naukowe miasta jednocześnie utrzymując kontakt korespondencyjny ze swoimi znajomymi po drugiej stronie kanału La Manche. Publikuje w tym okresie mniej znane dzieła, w tym teksty biograficzne, matematyczne, oraz filozoficzne. W 1655 roku ukazuje się długo wyczekiwany traktat o ciele De Corpore, do którego trzy lata później dołącza brakująca część tryptyku Elementów Filozofii o człowieku nosząca tytuł De Homine. Według rekolekcji Johna Aubreya Hobbes spędza zimę 1660 roku (odnotowane jako zima 1659 ze względu na obchodzenie nowego roku 25 marca w ówczesnej Anglii) w hrabstwie Derbyshire tuż przed powrotem króla Karola II do kraju. W kwietniu otrzymuje od Aubreya zaproszenie do Londynu aby powitać ponownie intronizowanego monarchę, dokąd dociera w maju dołączając do rodziny Cavendish.
Osobista znajomość z przywróconym na tron królem staje się dla Hobbesa atutem w nowej dekadzie, którą spędza głównie w Londynie. W czerwcu 1660 raptem parę dni po powrocie Karola II z Francji Hobbes przypadkowo natyka się na powóz króla przed jego ówczesnym domem Little Salisbury House na stołecznym Strand. Monarcha i jego dawny nauczyciel witają się serdecznie i zamieniają ze sobą parę słów. Około tygodnia później Hobbes dotrzymuje Karolowi towarzystwa podczas malowania jego królewskiego portretu u malarza Samuela Coopera. Błyskotliwa i inteligentna rozmowa wznawia sympatię do Hobbesa u władcy, który nakazuje służbie dworskiej umożliwić mu swobodny dostęp do jego osoby. 31 marca 1662 roku Hobbes jest odwiedzony w jego londyńskiej rezydencji przez Johna Pella, któremu pokazuje swoje rozważania na temat rozwiązania problemu podwojenia sześcianu. Rok później, z wizytą u Hobbesa stawia się jego wielbiciel, Balthasar de Monconys. Francuz spotyka się z Hobbesem parę razy a przy jednym z tych spotkań filozof wręcza mu jako prezent swoje najnowsze dzieło noszące tytuł Problemata Physica. Podczas wizyty 13 czerwca Monconysowi towarzyszy jego rodak i dawny przyjaciel Hobbesa z jego paryskich dni, Samuel Sorbière, który zauważa, że Hobbes "zmienił się niewiele przez czternaście lat podczas których go nie widziałem." Późnym czerwcem Hobbesa w sklepie z instrumentami optycznymi w londyńskim Long Acre (nieopodal Covent Garden) spotyka angielski przyrodnik Robert Hooke, który zauważa, że filozof trzymał w gwałtownie trzęsącej się ręce swoje okulary kiwając przy tym głową (możliwe jest, że Hobbes zaczął cierpieć na chorobę Parkinsona). W lipcu Hobbes i jego przyjaciel Sorbière goszczą na kolacji u Gaston-Jean-Baptiste'a, hrabiego de Comminges'a i francuskiego ambasadora w Londynie między 1662 a 1665 rokiem. W liście do Hugues'a de Lionne'a, ministra spraw zagranicznych Ludwika XIV, ambasador wspomina, że Hobbes wielce wielbi francuskiego króla i zasypuje ambasadora pytaniami o monarchę przy każdym ich spotkaniu (Francuz wyraża również przychylną opinię jego władcy do Hobbesa ).
Druga połowa lat sześćdziesiątych zwiastowała w życiu Hobbesa nowymi problemami o starych wymiarach. W październiku 1666 roku angielska Izba Gmin podjęła prace nad tzw. ustawą o ateizmie. Akt ten zawierał bezpośredni zwrot do najpopularniejszego dzieła Hobbesa, uchwalając aby komitet parlamentarny badający kwestie wspomniane przez projekt ustawy o ateizmie "był upoważniony do otrzymywania informacji dotyczących tych książek, które dążą do ateizmu, bluźnierstwa, czy też bezczeszczenia religijnego, lub wbrew jakimkolwiek aspektom czy też atrybutom Boga, zwłaszcza książkę opublikowaną przez niejakiego White'a, oraz książkę pana Hobbesa, zwaną Lewiatanem." Wieści o projekcie ustawy musiały zapewne wzbudzić niepokój u strachliwego Hobbesa. Późnym październikiem udał się do Chatsworth, gdzie spalił większość swoich pism i papierów ze względu na paranoiczny lęk, że jego patron i pracodawca wyda go poszukującym go agentom królewskim, którzy zarazem dostarczą go w ręce anglikańskich biskupów, a ci natomiast spalą go na stosie jako heretyka. Ostatecznie projekt ustawy o ateizmie porzucono ze względu na decyzję sędziów, którzy uznali, że wykroczenia wymienione w projekcie ustawy nie podlegają jurysdykcji doczesnej. Zimę 1667 roku Hobbes prawdopodobnie spędził w Hardwick Hall a na wiosnę udał się do domu rodziny Cavendish znanego jako Latimer House w hrabstwie Buckinghamshire w towarzystwie swojego skryby, Jamesa Wheldona. Drugą połowę 1667 roku dzielił między rezydencjami Cavendishów w hrabstwie Derbyshire a Londynem. Około tego samego czasu, a już na pewno w 1668 roku, Hobbes podjął się pracy nad swoją historią angielskiej wojny domowej. Dzieło zatytułowane Behemoth ukazało się oficjalnie po raz pierwszy w 1682 roku już po śmierci Hobbesa, aczkolwiek pirackie kopie były drukowane jeszcze za jego życia.
Ostatnia dekada życia Hobbesa była okresem stosunkowo spokojnym. Pierwszą jej połowę spędził w dużej mierze najprawdopodobniej w Londynie. John Brooke odnotował 16/26 lipca, 1672 roku, że "niedawno widział Pana Hobbesa, który jest w pełni zdrów" w angielskiej stolicy. W lutym 1673, Hobbes wszczął korespondencję z Josiah Pullenem, wice-dyrektorem jego alma mater, Magdalen Hall na Uniwersytecie Oksfordzkim, dotyczącej podarowania bibliotece uczelnianej egzemplarza jego łacińskiej Opera Philosophica. Tego samego miesiąca, John Aubrey, młody wielbiciel Hobbesa i słynny siedemnastowieczny biograf, w liście do Anthony'ego Wooda, znanego oksfordzkiego antykwarystę, informuje, iż "starszy dżentelmen (T. Hobbes) jest ku jego rozumieniu zadziwiająco ożywiony, i wciąż każdego poranka chodzi na spacery aby rozmyślać." W tym samym roku ukazały się tłumaczenia ksiąg 9-12 Odysei Homera wykonane przez Hobbesa (reszta pracy opublikowana została w 1675 roku). Rok 1674 był nie tylko ostatnim rokiem, który niemalże dziewięciodziesięcioletni Hobbes spędził w Londynie, jak również ostatnim, w którym ukazała się oryginalna praca Hobbesa. Była nią windykacja swojej własnej osoby przeciw oszczerstwom i kalumniom skierowanym ku niemu przez Johna Fella, dziekana Christ Church, we wpisie o Hobbesie do kompendium biograficznego Anthony'ego Wooda. Hobbes osobiście uzyskał pozwolenie króla na druk listu broniącego swojego imienia podczas spotkania z monarchą w londyńskim St. James Park. Wczesnym latem 1674 roku wyrusza na północ do hrabstwa Derbyshire gdzie pozostanie już dośmierci, przemieszczając się co jakiś czas między dworami Chatsworth i Hardwick Hall (zimę 1675 spędza w Hardwick). W 1676 ukazuje się jego tłumaczenie Iliady Homera, a rok później Hobbes udziela się jeszcze w kwestiach matematycznych o czym wskazuje korespondencja z księciem Ormond, Jamesem Butlerem. Świadomy swojego sędziwego wieku, Hobbes sporządza testament 25 września/5 października 1677 roku rozdysponowując swoim majątkiem w następujący sposób:

Pozostawiam Mary Tirell, córce mojego zmarłego brata Edmunda Hobbesa, czterdzieści funtów. Pozostawiam Elenor Harding, również córce mojego zmarłego brata Edmunda Hobbesa, czterdzieści funtów. Pozostawiam Elisabeth Alaby, córce Thomasa Alaby, dwieście funtów, i z racji tego, iż jest sierotą powierzoną opiece wykonawcy mojego testamentu, moją wolą jest aby została godnie utrzymana przez wykonawcę mojego spadku dopóki nie osiągnie wieku szesnastu lat, gdy zaś owe dwieście funtów zostaną przekazane w jej ręce ... Jest pięcioro wnuków mojego brata Edmunda Hobbesa, starszemu z nich, który nazywa się Thomas Hobbes, pozostawiłem niegdyś kawałek ziemi, który może go zadowolić (i pewnie tak czyni), a zatem pozostałej czwórce, które są młodsze, przekazuję sto funtów, podarek od mojego Pana, Hrabiego Devonshire, do równego podziału między nimi ... I mianuję i czynię Jamesa Wheldona, sługę Hrabiego Devonshire, wykonawcą mojego testamentu ... Pozostawiam również Mary Dell kwotę dziesięciu funtów.

W liście do Aubreya datowanym 5/15 marca, 1678, Hobbes skarży się swojemu wielbicielowi na niedogodności starego wieku, przyznając, że "minął długi czas odkąd byłem w stanie pisać samodzielnie, i jestem obecnie tak słaby, iż same dyktowanie sprawia mi ból" (Hobbes od dłuższego czasu posługiwał się skrybą a jego rękopisy były niemalże nieczytelne). Ostatni rok swego życia Hobbes spędza głównie na dworze Chatsworth. W lecie tego roku powstaje jego ostatnia praca o charakterze politycznym, mianowicie krótkie dywagacje na temat kwestii dziedziczności tronu, które motywowane są kryzysem wykluczenia jaki wybucha w Parlamencie. Dziewięćdziesięciojednoletni Hobbes nieugięcie podtrzymuje swoje stanowisko wyrażone niemalże trzydzieści lat wcześniej na temat prerogatywy suwerena w mianowaniu swojego następcy (jest to w jego mniemaniu jedno z istotniejszych praw władcy w ustroju monarchicznym). Notatki zaadresowane są do Williama Cavendisha, pierwszego księcia Devonshire i wnuka pierwszego podopiecznego Hobbesa, który od 1661 roku zasiadał w Izbie Gmin i zapewne zwrócił się do swojego dawnego nauczyciela o opinię w kwestii wykluczenia Księcia Walii z sukcesji. W lipcu, Hobbes prowadzi krótką korespondencję ze swoim wydawcą, Williamem Crookiem odnośnie potencjalnej publikacji dzieła Behemoth oraz losu rękopisów swoich prac po śmierci. Hobbes odmawia publikacji jego historii wojny domowej ponieważ nie uzyskała ona aprobaty króla (w sierpniu Aubrey powiadamia Hobbesa, że pirackie wydania pracy Behemoth ukazują się zagranicą), natomiast informuje Crooke'a, że jeśli zostawi po sobie jakiekolwiek rękopisy zostane one powierzone właśnie jemu.
W połowie października, Hobbes zapada w ciężkie zapalenie pęcherza z którego według twierdzeń lekarzy już nie wydobrzeje. Swoją ostatnią za życia podróż odbywa z dworu Chatsworth do Hardwick Hall 20/30 listopada, 1679. Służący i skryba James Wheldon opisuje, że "około 20 listopada, mój Pan [tj. hrabia Devonshire] postanowił przenieść się z Chatsworth do Hardwick, Pan Hobbes natomiast nie pozwolił aby ruszono się bez niego. Zatem, na łożu wypełnionym pierzem umieszczonym w karocy, na którym leżał opatulony, został bezpiecznie tamże przewieziony, wyglądając na tak samo zdrowego po tej małej podróży, jak był przed nią." Tydzień później, 27 lub 28 listopada (7 lub 8 grudnia), przechodzi przez udar, który pozostawia go sparaliżowanego po całej prawej stronie ciała. Według wspomnień Wheldona, po udarze Hobbes "żył tydzień, przyjmując bardzo mało pokarmu, dobrze śpiąc, i co jakiś czas próbując bezskutecznie mówić. Przez cały okres choroby nie miał gorączki. Zdawało się, że umarł raczej z braku siły życia, która była w nim wyczerpana, i samej słabości i wyniszczenia, niż mocy choroby, którą uważano za skutek swojego wieku i słabowitości." Zmarł 4/14 grudnia, 1679 roku, w wieku 91 lat. Jak wspomina Wheldon, "został owinięty wełnianym całunem i złożony do trumny, którą pokryto białym suknem a następnie czarną tkaniną pogrzebową, i w ten sposób przeniesiony na ramionach niemalże milę do kościoła. Kompania składająca się z rodziny i sąsiadów, która udała się na pogrzeb i dotrzymała mu towarzystwa do grobowca, była bardzo dostojnie ugoszczona winem i poczęstunkiem."

## Twórczość
W 1640 roku, Hobbes ukończył The Elements of Law: Natural and Politic, w którym opowiadał się za niepodzielną władzą silnego suwerena. Dzieło nie zostało wydrukowane, krążyło jednak w odpisach. Stało się dla Hobbesa źródłem kłopotów, bo odczytane jako obrona króla, nie zostało przychylnie przyjęte przez parlamentarzystów.
W 1642 roku Hobbes opublikował po łacinie rozszerzoną wersję Elements of Law... pod tytułem De Cive. Książka przyjęta została przychylnie, podobno nawet przez Kartezjusza. Drugie wydanie tego dzieła nastąpiło pięć lat później. W 1651 r. pojawiło się po angielsku w przekładzie autorskim pod tytułem Philosophical Rudiment Concerning Government and Society.
W 1650 roku wznowiono w Anglii oddzielnie dwie części The Elements of Law..., zatytułowane Human Nature i De Corpore Politico. Poglądy polityczne Hobbesa, jak się wydaje, odpowiadały stronnictwu Cromwella.
W 1651 r. przetłumaczono z łaciny na angielski De Cive. W tym samym roku opublikowano w Londynie „Lewiatana”.
W 1655 r. wyszła w Londynie pierwsza część systemu, De Corpore.
W latach 1654-1663 czytelnikom przedstawiona została polemika z biskupem Bramhallem. W 1657 roku Hobbes opublikował De Homine, której większa część była gotowa już od 1649 roku. Na tym dziele Hobbes chciał zakończyć działalność piśmienniczą.
W 1668 roku powstał „Behemoth”.
W Polsce wydano:
- Tomasz Hobbes, Lewiatan, czyli materia, forma i władza państwa kościelnego i świeckiego, tł. Czesław Znamierowski, Warszawa: PWN 1954;
- Tomasz Hobbes, Elementy filozofii, tł. Czesław Znamierowski, Warszawa: PWN, 1956.

## Poglądy filozoficzne
Hobbes wychodzi z filozofii przyrody. Jest ona dla niego nauką o ciałach i ruchu. Wszechświat, państwo i człowieka należy uważać za bardzo złożoną maszynę. Spostrzeganie jest ruchem wewnętrznym części ciała, wywołanym ruchem przedmiotów zewnętrznych. Od nich pochodzą uczucia chęci, miłości, bólu i obawy oraz uczucia osobliwe, a zwłaszcza ogarniające wszystkich dążenie do władzy i czci. Pierwotnym stanem jest wojna powszechna. Instynkt samozachowawczy prowadzi do powstania państwa drogą wzajemnej dobrowolnej umowy.

### Wojna każdego z każdym
Stan natury, w jakim pierwotnie znajdował się człowiek przed uspołecznieniem polegał zdaniem Hobbesa na wojnie każdego z każdym (łac. bellum omnium contra omnes), co wynika bezpośrednio z faktu, że w stanie natury dysproporcje w sile między ludźmi i ich sprytem nie były na tyle duże, by móc trwale zabezpieczyć życie, czy własność, jednocześnie powodem tego stanu rzeczy był też fakt, że człowiek jest z natury egoistą i nic nie zmusza go do przestrzegania umów. Przy braku ograniczającej go z zewnątrz władzy, w sytuacji gdy pozornie wszyscy są wolni, muszą się ciągle wystrzegać wrogów i nagłej śmierci, co powoduje, że zamiast korzystać z wolności, każdy musi cały czas koncentrować się na przetrwaniu. Między wolnością a przetrwaniem istnieje zatem stały, nierozwiązywalny konflikt. W doktrynie Hobbesa wolność określana, jest jako brak zewnętrznych przeszkód materialnych w osiąganiu celów, jedyną osiągalną wolność i satysfakcję daje człowiekowi jednak paradoksalnie dobrowolne poddanie się władzy suwerena, który dopiero tę wolność jest w stanie zabezpieczyć.
Człowiek z natury nie jest zatem istotą społeczną, staje się on istotą społeczną z wyboru, jest to najbardziej racjonalny z wyborów, ponieważ zabezpiecza życie człowieka przed innymi. Stan naturalny nie jest jednak okresem pełnej atomizacji jednostek, ludzie mogli wchodzić ze sobą w relacje, ale wskutek umowy społecznej i powstania państwa stało się to już koniecznością.
Hobbesowska wiedza o człowieku ma mechanistyczny charakter podobnie do poglądów La Mettrie. Ponadto Hobbes opowiada się za uznaniem determinizmu. Wszystkie ludzkie działania są, jego zdaniem, zdeterminowane, konieczne, tzn. możliwe do pełnego przyczynowego wyjaśnienia i przewidzenia.

### Prawo naturalne i pozytywne
Za życia zarzucano Hobbesowi ateizm, jednak koncepcja Hobbesa bezpośrednio nie wchodzi w kolizję z istnieniem Boga (nie tłumaczył nigdy jednak jak można pogodzić ideę Boga z materializmem, którego był zwolennikiem). Zarówno pewność poznanych rozumową drogą praw, jak i ich obowiązywanie, potrzebują Boga. Trudno jednak wyobrazić sobie większą wiarę w człowieka. Prawo natury jest ukazane człowiekowi słowem wiecznym Boga, występującym w człowieku jako rozum przyrodzony. Najważniejszym prawem natury jest prawo do obrony własnego życia. W celu uniknięcia konieczności jego stosowania wspólnota polityczna ustanawia prawa pozytywne (ius gentium). Ogólnie przedstawione przez Hobbesa prawa ustanowione podzielić można na: prowadzące do pokoju, eliminujące wojnę bez udziału arbitra i prowadzące do uniknięcia walki z udziałem arbitra.

### Umowa społeczna
Zdaniem Hobbesa jedynym sposobem na zaprzestanie wojny każdego z każdym jest zrzeczenie się wolności jednostkowej przez zawarcie umowy społecznej, przekazującej całą władzę suwerenowi (jednostce lub organowi kolegialnemu). Umowa taka tworzy wspólnotę i państwo, które wbrew poglądom Arystotelesa, nie może powstać w sposób naturalny, lecz musi być wynikiem świadomej decyzji. Do zawarcia paktu popycha człowieka lęk przed skutkami stanu naturalnego, ale nie tylko lęk. Państwo rodzi się tak samo w wyniku strachu przed potęgą jakiejś osoby, jak i w wyniku ufania komuś, że jest on zdolny zapewnić opiekę i obronę.
Państwo naturalne rodzi się z powodu groźby unicestwienia tych, którzy nie podporządkują się mocy przyszłego suwerena. Przyczyną narodzin państwa jest tu wola władcy. Nie samo jednak zwycięstwo daje uprawnienie do władzy nad zwyciężonym, lecz ugoda/pakt zwyciężonego (pakt zwyciężonego jest podobny do współczesnego jednostronnego oświadczenia woli). Pakt w przypadku państw naturalnych nie jest elementem żadnej umowy, jest tylko przyrzeczeniem zwycięzcy.
Państwo polityczne powstaje na skutek podwójnego zobowiązania, po pierwsze wobec obywateli, po wtóre, wobec suwerena. Taką republikańską teorię narodzin państwa ustanowionego, inaczej politycznego, możemy nazwać mianem kontraktualizmu. Pakty jednostek stają się elementem umowy społecznej.
Państwo może być demokracją, która istnieje dzięki dwóm elementom, z których pierwszym jest ustanowienie stałych zebrań, tworzące lud, a drugim większość głosów tworząca władzę. Państwo może być arystokracją, która powstaje dzięki przemianie demokracji, polegającej na przeniesieniu władzy na kolegium optymatów. Może być również monarchią, którą wywieść można również od władzy ludu, a więc zgromadzenia, które uprawnienia swe przeniosło na jednego człowieka. Suwerenem zatem nie musi być jednostka.
Umowa społeczna usuwa strach przed skutkami stanu naturalnego, ale na jego miejscu pojawia się nowy lęk, tym razem jest to lęk przed państwem. Pakt przedstawia człowiekowi nowe, wyjątkowe źródło obaw. Tworzy realną gwarancję trwałości zobowiązania. Jest nią nie tyle sam suweren, ile świadomość konsekwentnej lojalności i oddania innych członków społeczeństwa, bo tylko ta lojalność i to oddanie są źródłem mocy suwerena. Jednostka nie jest w stanie prawnie cofnąć paktu, który poddał ją władzy państwa, nie ma ani takiego uprawnienia, skoro wyzbyła się woli na rzecz suwerena, ani nawet takiej możliwości, póki zobowiązanie podtrzymywane jest potęgą państwa. Wspólna decyzja poddanych nie ma mocy zniesienia władzy państwa. Mimo to poddany powinien dostrzegać niewątpliwą, podkreśloną przez Hobbesa, granicę swego zobowiązania. Zobowiązanie poddanych w stosunku do suwerena trwa tylko tak długo, jak długo trwa moc, dzięki której suweren jest zdolny ochraniać swoich poddanych, zapewnienie bezpieczeństwa jest podstawowym powodem istnienia, jeśli się z niego nie wywiązuje, obywatele nie są mu winni posłuszeństwa, ponieważ i tak muszą je sobie zapewnić i nie ma powodu by obowiązywała ich pierwotna umowa i muszą dbać o własne życie.

## Krytyka
Heterodoksyjne poglądy Hobbesa zawarte głównie w jego dziełach politycznych przysporzyły mu wielu wrogów i krytyków. Już w połowie XVII wieku po ukazaniu się trzech jego najważniejszych tekstów myśli politycznej Hobbes stał się celem gamy tekstów polemicznych. W kwestiach ustroju i teorii politycznej, jego głównymi adwersariuszami byli chociażby Edward Hyde (późniejszy Lord Clarendon), William Lucy (biskup walijskiej diecezji St. David's), czy John Eachard. Myśl polityczna Hobbesa padła również krytyce Samuela Pufendorfa, niemieckiego prawnika w służbie szwedzkiego dworu królewskiego, który niemniej jednak wykorzystał wiele idei Hobbesa do własnej teorii politycznej.
Kontrowersyjną reputację Hobbesa potęgowały również jego niemalże heretyczne poglądy religijne i teologiczne, które w połączeniu z jego materializmem i wywodzącym się z niego determinizmem przyciągały oskarżenia ateizmu. Jedną z najbardziej znanych dysput Hobbesa w tej dziedzinie jest jego słynna debata z anglikańskim biskupem, Johnem Bramhallem, za pośrednictwem markiza Newcastle. W 1645 roku gdy trzej mężczyźni znajdowali się na paryskim wygnaniu, markiz zaprosił Hobbesa i Bramhalla do swojego domu w Paryżu w celu przeprowadzenia dyskusji dotyczącej istnienia wolnej woli. Jednakże w toku rozmowy luźna dyskusja przekształciła się w debatę zdominowaną przez dwóch gości. Po spotkaniu, markiz poprosił obydwu filozofów aby podsumowali swoje pozycje w formie pisemnej. Jakiś czas później, francuski przyjaciel Hobbesa poprosił go o użyczenie mu jego manuskryptu aby zaznajomić się z jego poglądami. Nie znając języka angielskiego, Francuz powierzył zadanie przetłumaczenia tekstu młodemu Anglikowi, Johnowi Daviesowi. Parę lat później, Davies, który zachował kopię tłumaczenia, opublikował ją bez zgody Hobbesa i w ten sposób sprowokował Bramhalla do wydania jego odpowiedzi. Riposta Bramhalla zmusiła Hobbesa do napisania jeszcze jednego traktatu, który ukazał się w 1656 roku. Dwa lata później wydrukowana została finalna odpowiedź Bramhalla.
Z poglądami Hobbesa nie zgadzał się John Locke i później John Stuart Mill, którzy argumentowali, że skuteczna umowa społeczna nie musi koniecznie prowadzić do ubezwłasnowolnienia jednostek i przekazania całej władzy suwerenowi. Twierdzili oni, że w odpowiednich warunkach ludzie są zdolni do działań altruistycznych, i że na dłuższą metę nawet społeczeństwa zarządzane przez władcę absolutnego wymagają do przetrwania licznych aktów altruizmu ze strony poddanych.

## Główne dzieła
- Elementy prawa naturalnego i politycznego (1640)
- De cive (1642 wyd. łac., 1651 wyd. ang.),
- Lewiatan, czyli materia, forma i władza państwa kościelnego i świeckiego (1651) – zawiera m.in. naukę o państwie, naturze człowieka, teorii percepcji i krytyczne rozprawy przeciw Kościołowi.
- De corpore (1655 wyd. łac., 1656 wyd. ang.),
- De homine (1658),
- Behemoth, or the Long Parliament (wyd. 1889),
- Opera philosophica (1668, 4 tomy).